# Portrait de Suzanne Le Peletier de Saint-Fargeau
Portrait de Suzanne Le Peletier de Saint-Fargeau est un tableau réalisé par le peintre français Jacques-Louis David en 1804. Cette huile sur toile est le portrait à mi-corps de Suzanne Le Peletier de Saint-Fargeau, la fille du révolutionnaire Louis-Michel Lepeletier de Saint-Fargeau, assassiné en 1793. Son regard triste portant vers le spectateur, la jeune femme de vingt-deux ans y figure vêtue d'une robe blanche partiellement recouverte par une étole sombre. L'œuvre fait partie depuis 1997 des collections du J. Paul Getty Museum de Los Angeles, aux États-Unis.